# Joyce Brothers

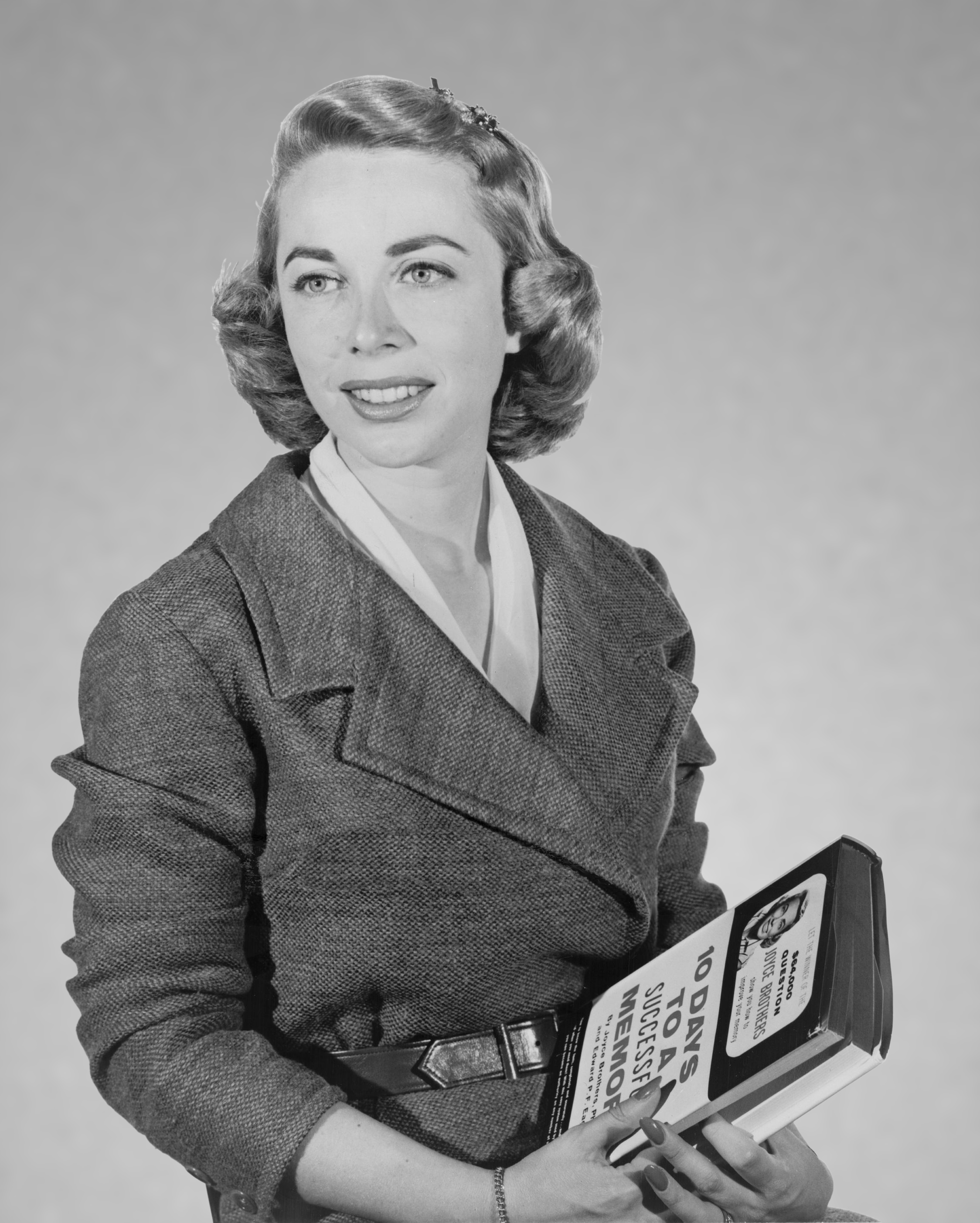
Joyce Brothers (1957)

Joyce Diane Brothers (geborene Bauer; * 20. Oktober 1927 in Brooklyn, New York City, New York; † 13. Mai 2013 in Fort Lee, New Jersey) war eine US-amerikanische Psychologin, Fernsehmoderatorin und Kolumnistin.

## Leben und Wirken
Joyce Brothers’ jüdische Eltern Estelle und Morris K. Bauer waren Anwälte. An der Cornell University machte sie einen doppelten Abschluss in Hauswirtschaftslehre und Psychologie. Joyce war Mitglied der Studentinnenvereinigung Sigma Delta Tau. An der Columbia University machte sie ihren Doktor in Psychologie.
1949 heiratete Joyce den Internisten Milton Brothers, der 1989 an Krebs starb. Das Paar hatte eine Tochter. Joyce Brothers lebte bis zu ihrem Tod mit 85 Jahren in Fort Lee in New Jersey.
Bekannt wurde Joyce Brothers 1955, als sie die amerikanische Gameshow The $64,000 Question gewann. Die Produzenten wiesen ihr Boxen als Wissensgebiet zu. Der Ehemann von Joyce Brothers war ein großer Boxfan, also willigte sie ein. Zur Vorbereitung studierte sie mehrbändige Box-Enzyklopädien und viele Jahre Ausgaben des Ring Magazine und arbeitete mit dem Boxautor Nat Fleischer und dem ehemaligen Olympiasieger im Boxen Edward P.F. Eagan zusammen. Joyce erklärte, dass sie ein gutes Gedächtnis habe. Die Produzenten der Show versuchten, sie bei der 16.000-Dollar-Marke ins Stolpern zu bringen, indem sie Fragen zu Box-Schiedsrichtern statt zu Boxern stellten. Dennoch gewann Brothers den Hauptpreis. Im Jahr 1959 kam es zu Anschuldigungen, dass Quizshows manipuliert gewesen wären. Joyce erklärte jedoch, dass sie nicht geschummelt hätte und ihr keine richtigen Antworten im Voraus gegeben worden seien. Die darauffolgenden Untersuchungen bestätigten ihre Aussage. Ihr Erfolg bei der Gameshow gab ihr die Chance, Co-Kommentator für CBS bei einem Boxkampf zwischen Carmen Basilio und Sugar Ray Robinson zu werden.
Im August 1958 bekam Joyce Brothers ihre eigene Fernsehshow, die jedoch nichts mit Sport zu tun hatte. In ihrer Sendung gab Joyce Beziehungsratschläge und beantwortete Fragen aus dem Publikum. Mehr als vier Jahrzehnte lang arbeitete sie für diverse Ratgebersendungen im Fernsehen und Radio. Von 1960 bis 2013 schrieb sie eine Kolumne im Magazin Good Housekeeping. 1964 interviewte Joyce die Beatles bei ihrem ersten Besuch in den Vereinigten Staaten. Außerdem veröffentlichte sie mehrere Bücher.
Sie starb am 13. Mai 2013 im Alter von 85 Jahren.

## Film
1976 spielte Brothers sich im Spielfilm Die Brut des Bösen (Embryo) selbst. Ebenso hatte sie Cameo-Auftritte in Ein Single kommt selten allein (1984) und Die nackte Kanone (1988). Außerdem spielte sie in zwei Episoden der Serie The Nanny sowie in einer Episode der Serie Frasier sich selbst.